# Arietellus acutus
Arietellus acutus is een eenoogkreeftjessoort uit de familie van de Arietellidae. De wetenschappelijke naam van de soort is voor het eerst geldig gepubliceerd in 2003 door Heinrich.